# Disección

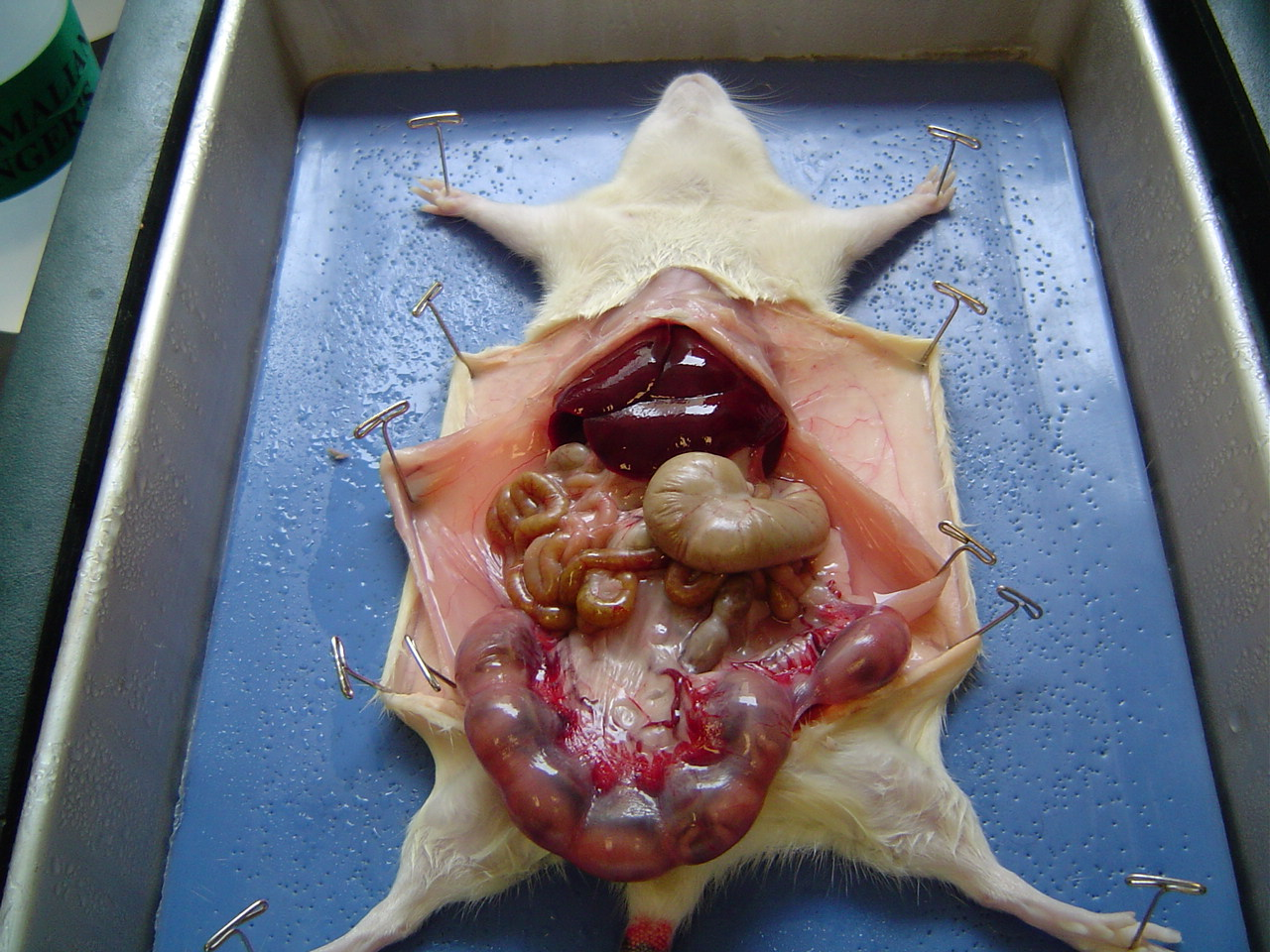
Disección de una rata preñada en una clase de biología

La disección es la división en partes (no natural) de los cuerpos ya muertos de una planta, animal o un ser humano para examinar sus anatomías y estudiar sus órganos internos.

## Etimología
La palabra procede de la latina, dissecare = "cortar en pedazos". La disección humana es una práctica común en la enseñanza de anatomía para estudiantes de medicina, mientras que los estudiantes de biología suelen realizar disecciones de animales. La disección es una práctica médica utilizada en patología y medicina forense durante la autopsia. El término vivisección se utiliza para designar la disección que se realiza sobre ejemplares vivos.

## Historia

### Antigüedad clásica
Las primeras disecciones humanas fueron llevadas a cabo por médicos griegos como Herófilo de Calcedonia y Erasistrato de Quíos a principios del siglo III antes de Cristo. Antes y después de este tiempo los investigadores se tendían a limitar únicamente a la disección de animales. Por ejemplo, la ley romana prohibía la disección y la autopsia del cuerpo humano, por lo que los médicos tenían que utilizar otros cadáveres animales. Galeno, por ejemplo, diseccionó macacos y otros primates, asumiendo que su anatomía era básicamente la misma que la de los seres humanos.

### Mundo islámico
No se sabe si se llevaron a cabo o no disecciones humanas por los médicos árabes. Eruditos islámicos como Al-Ghazali expresaron su apoyo a su práctica. Es posible que algunos médicos islámicos pudieron realizar disecciones, incluyendo a Ibn Zuhr (Avenzoar) (1091-1161) en al-Ándalus, el médico de Saladino, Ibn Jumay durante el siglo XII, Abd al-Latif al-Baghdadi en Egipto c. 1200, e Ibn al-Nafis de Siria y Egipto en el siglo XIII. Sin embargo, esto sigue siendo polémico, ya que al-Nafis, que era un especialista en la jurisprudencia islámica, interpretará la disección como antiislámica, por lo cual la evitaría.

### Tíbet
La medicina tibetana desarrolló un conocimiento más sofisticado de la anatomía y la fisiología, adquirida de su experiencia de larga data con la disección humana. Los tibetanos, por necesidad, desde antaño habían adoptado la práctica funeraria del "entierro celestial", porque el terreno del Tíbet es áspero y rocoso dificultando mucho el entierro y falto de madera para la cremación la mayor parte del año. Esta forma de 'entierro del cielo', que todavía se practica, se inicia con una disección ritual de los fallecidos, y es seguido por la alimentación de los buitres con los restos en las cimas de las colinas. Con el tiempo, el conocimiento anatómico tibetano encontró su camino en el Ayurveda y en menor medida en la medicina china. Como resultado, el Tíbet se convirtió en el hogar de los centros médicos budistas de Chogppori y Menchikhang (o Menhang), entre el siglo XII y el siglo XVI, período durante el cual los monjes chinos iban a estudiar a esas escuelas del Tíbet, y más allá.

### Europa cristiana

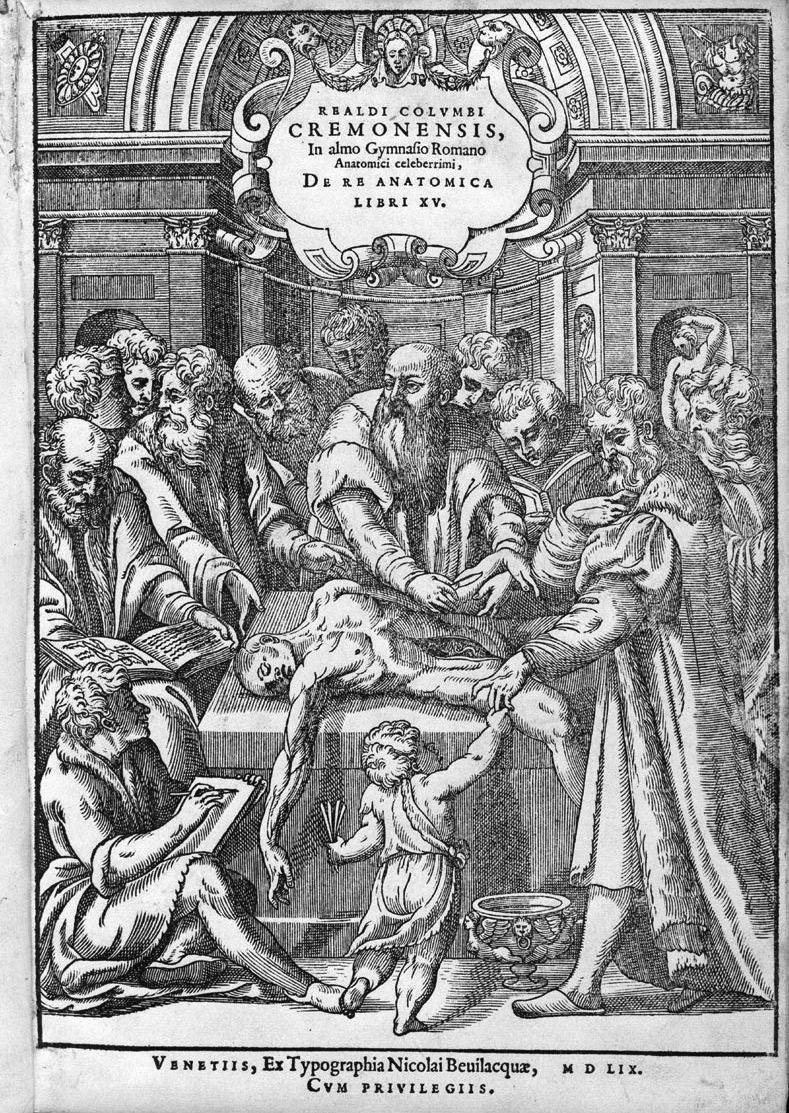
Ilustración de una disección (De Re Anatomica, 1559).

A diferencia de la Roma pagana, la Europa cristiana no ejerció una prohibición universal de la disección y la autopsia del cuerpo humano y ese tipo de exámenes se llevaron a cabo regularmente desde al menos el siglo XIII. Incluso se ha sugerido que la teología cristiana contribuyó significativamente a la reintroducción de la disección humana y la autopsia al proporcionar un nuevo contexto socio-religioso y cultural en el que el cadáver del ser humano ya no era visto como sacrosanto.
A lo largo de la historia, la disección de cadáveres para la educación médica ha experimentado varios ciclos de legalización y proscripción en diferentes países. La disección pública incluso fue una forma de castigo (como, por ejemplo, en 1805 en Massachusetts para James Halligan y Dominic Daley después de su ejecución pública). [cita requerida] Un edicto en 1163 del Concilio de Tours, y un decreto a principios del siglo XIV del papa Bonifacio VIII, han sido identificados, erróneamente, como una prohibición de la disección y la autopsia, pero no hubo una prohibición universal de la disección o la autopsia durante la Edad Media. Más bien, la época fue testigo del resurgimiento del interés por los estudios médicos, y una renovación en la disección humana y la autopsia. Algunos países europeos comenzaron la legalización de la disección de criminales ejecutados con fines educativos a finales del siglo XIII y principios del XIV, Mondino de Liuzzi llevó a cabo la primera disección registrada alrededor de 1315. Vesalio en el siglo XVI practicó numerosas disecciones en el proceso de llevar a cabo algunas de las más extensas investigaciones anatómicas hasta entonces jamás realizadas, pero fue atacado con frecuencia por otros médicos por su desacuerdo con Galeno. Durante muchos años se asumió que la peregrinación de Vesalio a Palestina era un escape de las presiones de la Inquisición como resultado de su trabajo con cadáveres humanos. Hoy en día esto se considera generalmente sin fundamento y es desacreditado por los biógrafos modernos.
La Iglesia católica es conocida por haber ordenado una autopsia de las gemelas siamesas Joana y Melchiora Ballestero en La Española en 1533 para determinar si compartían alma. Descubrieron que había dos corazones diferentes, y por lo tanto dos almas, basándose en el antiguo filósofo griego Empédocles, que creía que el alma reside en el corazón.

## Materiales para la disección

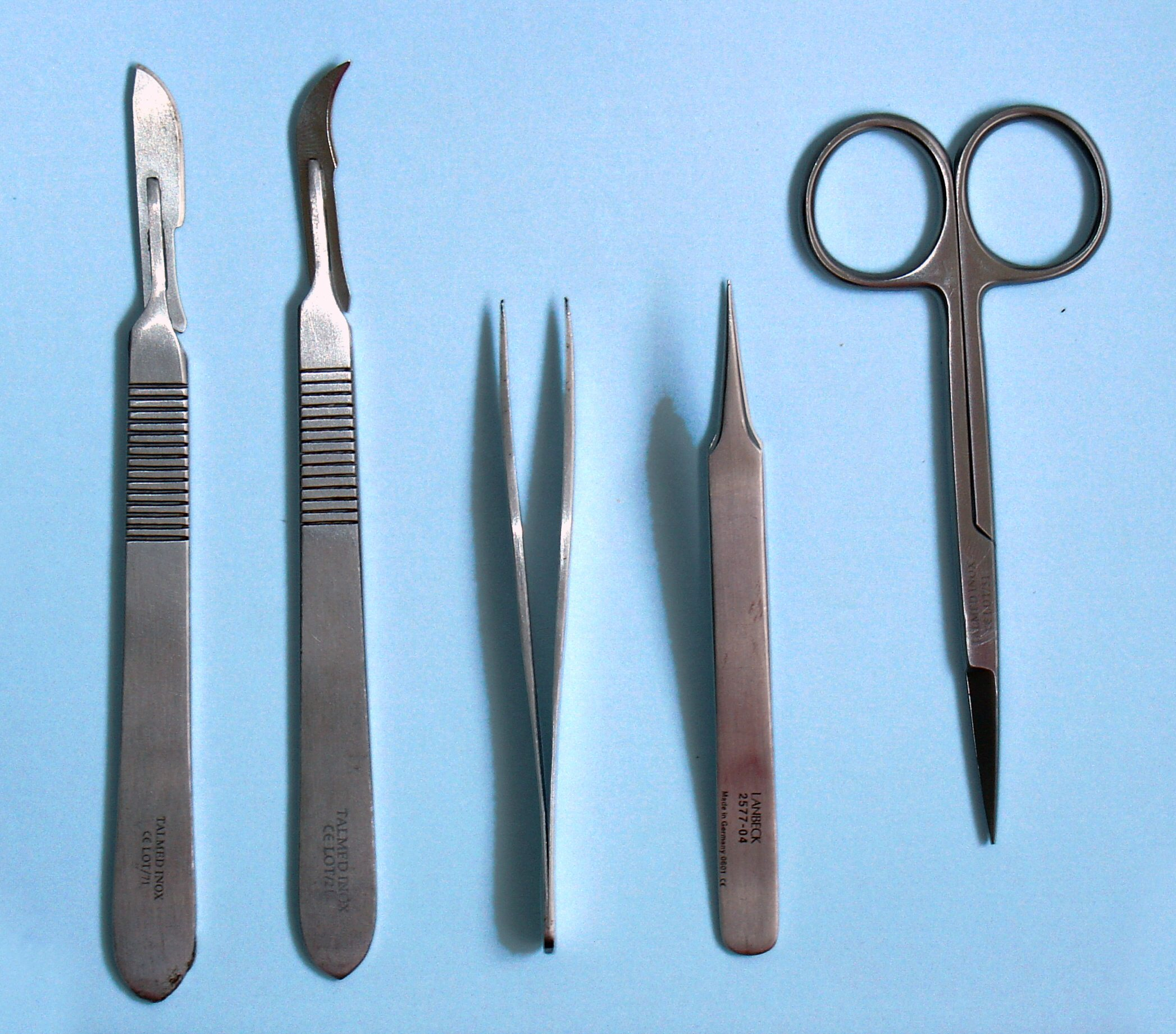
Algunas herramientas de disección (de izquierda a derecha bisturí, hoja número 20, bisturí, hoja número 12, dos pinzas y una tijera)

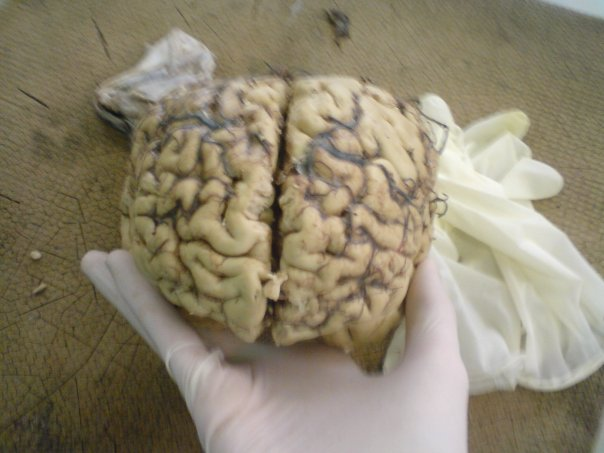
Cerebro de vaca preparado para la disección

Los materiales para la disección son el conjunto de herramientas empleadas para realizar estudios de anatomía y morfología internas sobre cuerpos muertos de humanos, animales y plantas.
- Bisturí de tamaño adecuado para el objeto de estudio.
- Pinzas gruesas con bocado.
- Pinzas finas para manipulación de estructuras delicadas.
- Pinza Diente de ratón: sirve para pellizcar el objeto que está siendo disecado.
- Aguja enmangada.
- Alfiler.
- Tijeras.
- Guantes de nitrilo o látex.
- Pinzas de pean.
- tijeras rectas de disección.
- tijeras curvas de disección.
- Aguja de disección recta.
- Aguja de disección curva.
- Aguja curva para sutura.
- Separadores.
- Cánula o Sonda acanalada.
- Estilete.
- Cubeta de disección.

## Tipos de disección
Hay varios tipos de disecciones, algunas de las cuales tienen un nombre particular, dependiendo de la finalidad o el procedimiento empleado:
- Disección: consiste en la operación quirúrgica médica para dividir, separar o retirar tejido ya enfermo.
- Vivisección: significa la disección experimental de un animal vivo.
- Autopsia: indica por su parte la disección de un cadáver para determinar la causa de la muerte.

## Manejo de pequeñas estructuras
En el caso de estudiar la morfología de seres pequeños o de partes pequeñas de su anatomía, el material debe permitir una gran precisión. Para ello, se emplean bisturíes o escalpelos de hojas especiales, pinzas histológicas de punta muy fina y tijeras con ambas puntas agudas y simétricas.

## En la biología

Mondino dei Liuzzi, Anathomia, 1541

La disección es usualmente practicada por estudiantes que cursan biología, botánica y anatomía en relación con los estudios de medicina y arte quirúrgico.
La primera disección humana pública no solo para estudiantes sino también con público profano fue supervisada por Ján Jesenský (1566-1621), filósofo y médico eslovaco.

## Imágenes adicionales

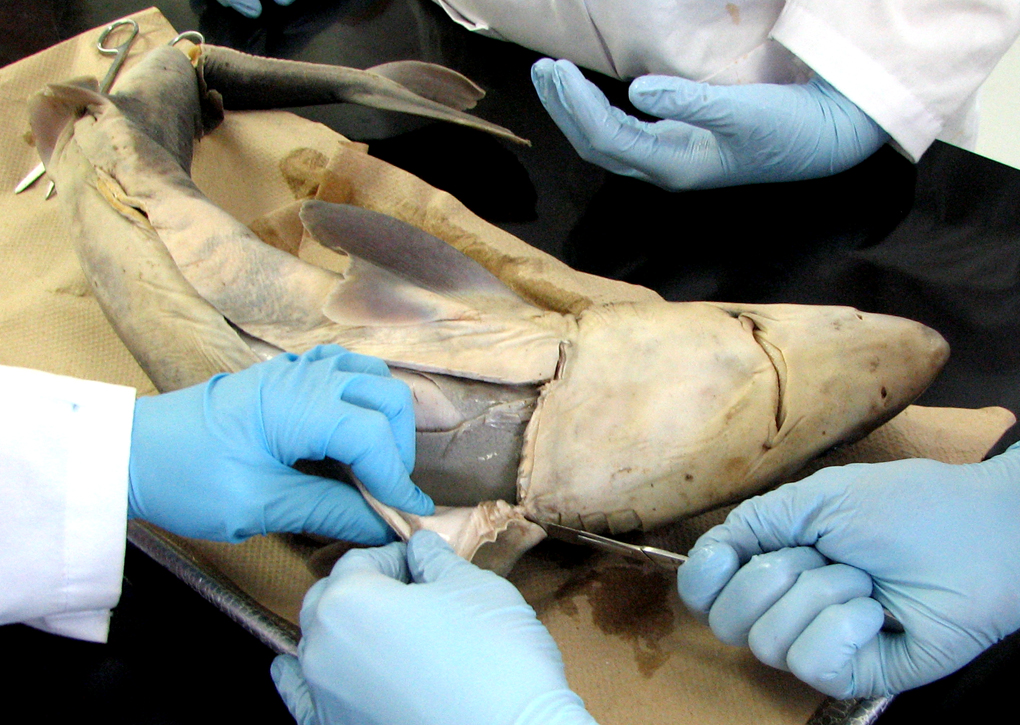
Humanos que están disecando una mielga.
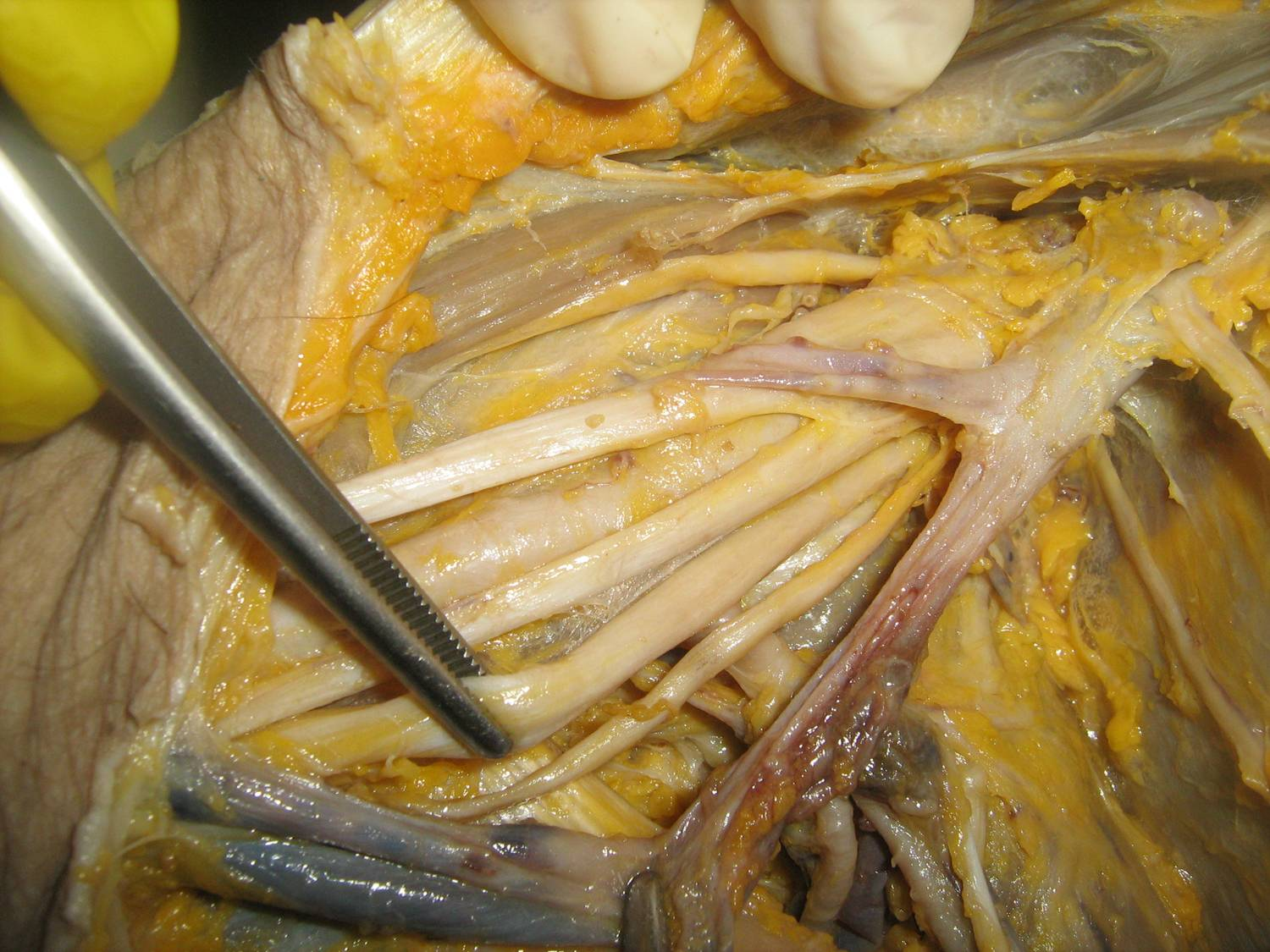
Disección de la axila de un humano ya muerto.
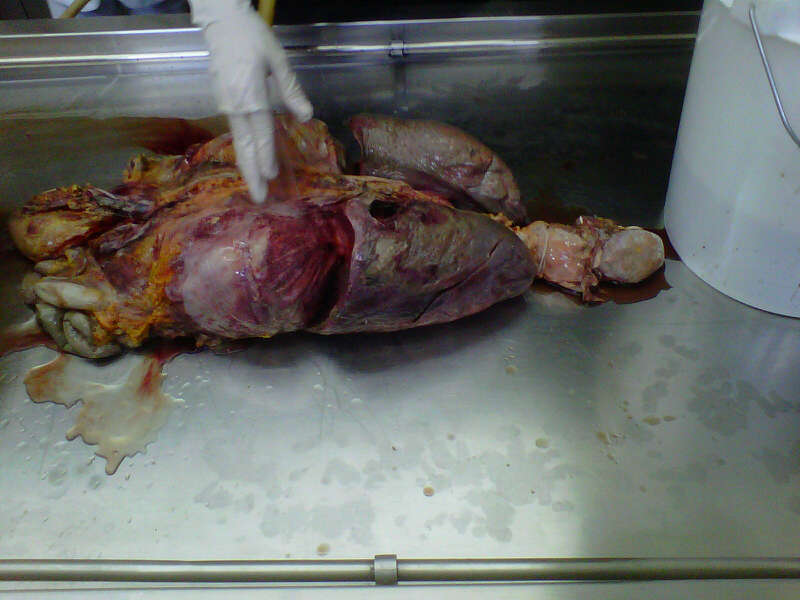
Disección el abdomen y el tórax de un humano muerto.
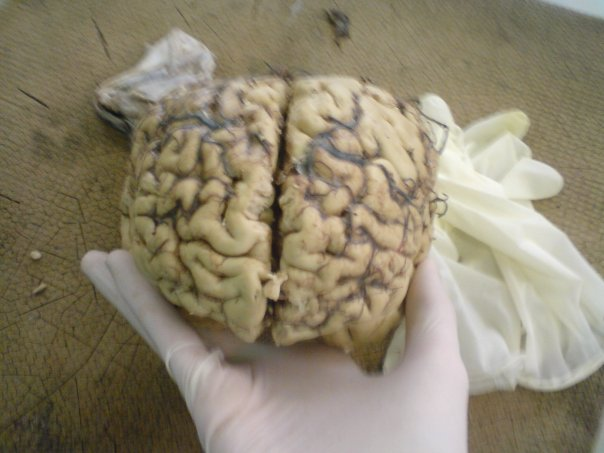
El cerebro de una vaca que ya está preparándose para la disección.
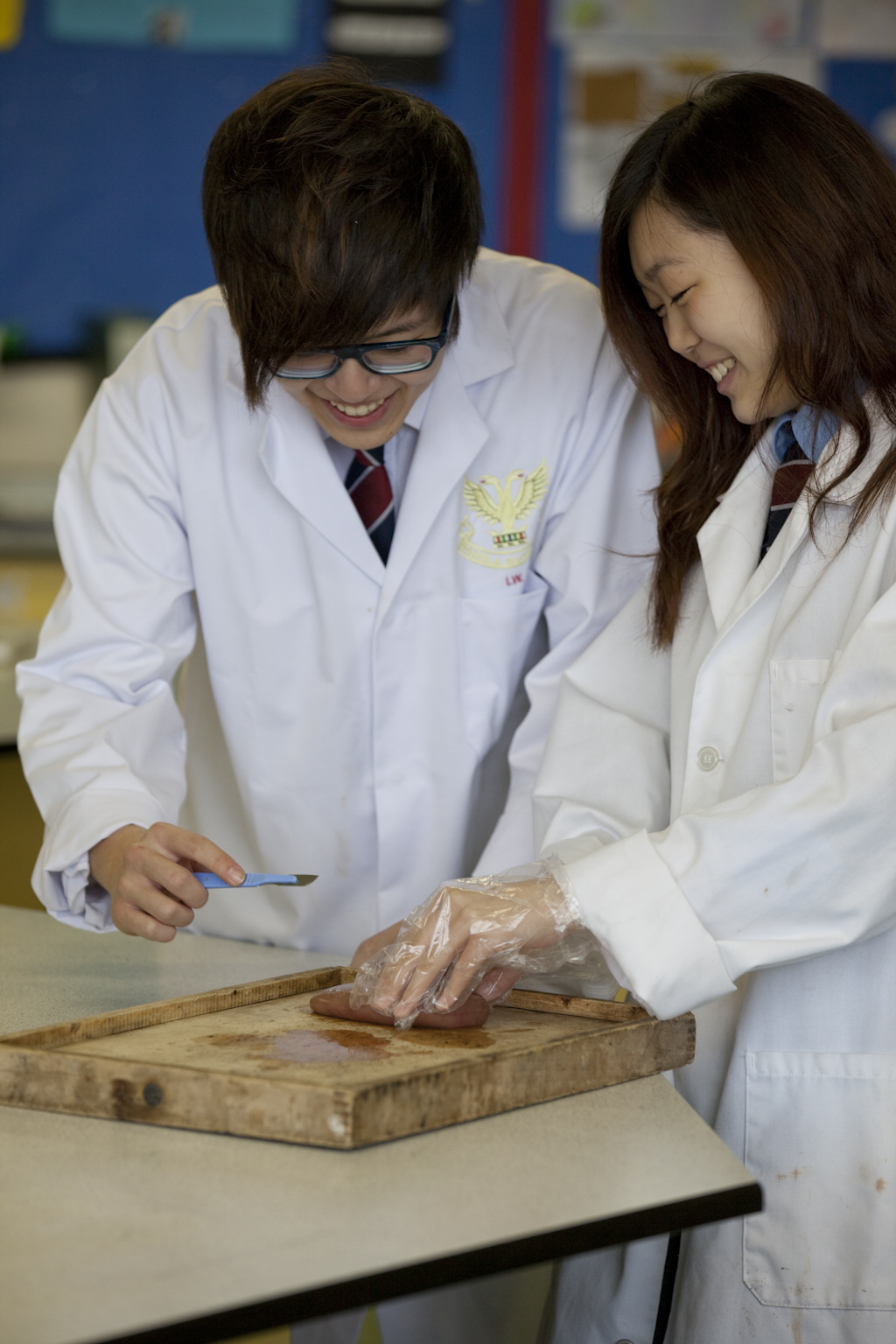
Disección en una clase de GCSE desde una escuela de secundaria.